# محراث قلاب مطرحي
المحراث القلاب المطرحي هو إحدى أنواع المحاريث القلابة، يقوم بتفتيت التربة وقلبها، كما أنه يغطي بقايا المحاصيل السابقة، ولا يصلح المحراث القلاب المطرحي في التربة الجافة أو في التربة الرملية أو في التربة الملحية أو في التربة الغير متماسكة.